# سراج هويدي
سراج هويدي (10 مارس 1984) كاتب ومؤلف وسيناريست ليبي.

## بدايته
ولد في طرابلس في 10 مارس 1984، بدء الكتابة عبر مواقع الإنترنت في الوقت الذي كانت فيه الحركة الثقافية شبه معدومة في عهد القذافي نشر عشرات القصص والمقالات عبر مواقع الانترنت منذ عام 2002 قبل ان يتوجه لكتابة السيناريو واشتهر عبر مسلسل ليبيات والذي استمر لأربعة أجزاء، اشتهر بانتقاده للنظام السابق عبر مسلسل ليبيات وهو ما تسبب في ايقاف المسلسل عن العرض في الجزئين الثالث والرابع  وتم ايقاف بث لقاء مرئي مسجل معه عبر قناة الشبابية من العرض 
حقق مسلسله «دراجنوف» أعلى نسبة مشاهدة لعمل درامي في تاريخ التلفزيون الليبي وعرض على 6 قنوات ليبية «ليبيا الوطنية.. ليبيا الرسمية.. ليبيا TV ..ليبيا الحرة.. فزان.. بنغازي TV» وعرض أيضا على 3 قنوات عربية «نسمة المغاربية..الشرق المصرية.. التاسعة التونسية»
تم اختياره في العام 2020 عضوا في لجنة التحكيم في مهرجان الحامة السينمائي الدولي بتونس 

## أعماله
- المشاركة في تأليف مسلسل هي هكي 2008
- مسلسل ليبيات الجزء الثاني 2008
- مسلسل ليبيات الجزء الثالث 2009
- مسلسل ليبيات الجزء الرابع 2010
- مسلسل فوبيا 2013
- فيلم العشوائي 2014
- مسلسل دراجنوف 2014
- فيلم دراجنوف 2015
- مسلسل عياد 2015
- مسلسل روبيك 2017
- رواية روبيك 2018
- مسلسل بارانويا 2019[1]
- مسلسل غسق 2021 [2]
- فيلم مناظرة 2021

## جوائز
- جائزة أفضل كاتب لعام 2009 عن مسلسل ليبيات الجزء الثالث
- جائزة سيبتيموس أفضل كاتب دراما لعام 2013 عن مسلسل فوبيا.

- جائزة أفضل مسلسل من مونديال القاهرة للإذاعة والتلفزيون لمسلسل فوبيا [4]
- جائزة الواحة من مهرجان قابس السينمائي الدولي 2016 عن فيلم العشوائي

- جائزة أفضل فيلم في افريقيا لفيلم العشوائي من مهرجان ارت سيتي السينمائي الدولي بالكاميرون 2016

```
[
6
]
```

تنويه خاص من مهرجان وجدة السينمائي لفيلم العشوائي 
- جائزة سيبتيموس أفضل عمل درامي لسنة 2013 مسلسل فوبيا

المشاركة بفيلم العشوائي في مهرجانات " مهرجان حقوق الإنسان الدولي بتونس.. مهرجان توبنغن السينمائي الدولي ألمانيا.. مهرجان قابس السينمائي الدولي.. مهرجان ارت سيتي السينمائي الدولي الكاميرون.. مهرجان بيرمنجهام السينمائي الدولي بريطانيا..مهرجان لبنان للأفلام القصيرة.. مهرجان البحرين السينمائي.. مهرجان وجدة للفيلم المغاربي.. مهرجان الإسكندرية الدولي
- جائزة الإنجاز سيبتيموس أفضل عمل لسنة 2014 لمسلسل دراجنوف
- جائزة أفضل عمل سبيتيموس 2018 لمسلسل روبيك
- 4 جوائز سيبتيموس لمسلسل فوبيا
- 4 جوائز سيبتيموس لمسلسل دراجنوف
- جائزة أفضل كاتب من مهرجان اوسكار العرب 2020 [8]
- تكريم ودرع عن مجمل أعماله من المجلس البلدي حي الأندلس 2020

## إنجازات
- صاحب أول عمل ليبي يعرض على قناة غير ليبية «مسلسل فوبيا عرض على قناة تلفزة TV التونسية»

- صاحب أول عمل درامي ليبي يعرض على قناة عربية كبيرة «مسلسل دراجنوف عرض على قناة نسمة المغاربية»

- صاحب أول عمل درامي ليبي يبث على قناة مصرية «قناة الشرق المصرية»

- أول كاتب ليبي تتحدث عنه وعن أعماله صحف الكوريرا انتر ناشيونال الفرنسية وصحيفة الليبراسيون الفرنسية وصحيفة الايكونوميست الإنجليزية

## روابط صحف تتحدث عن الكاتب سراج هويدي واعماله
- صحيفة الليبراسيون الفرنسية تتحدث عن مسلسل دراجنوف والكاتب سراج هويدي

http://ecrans.liberation.fr/ecrans/2014/02/26/dragounov-une-serie-libyenne-fleur-et-fusil_983201
- صحيفة الكوريرا انترناشيونال الفرنسية تتحدث عن مسلسل فوبيا والكاتب سراج هويدي

```
http://www.courrierinternational.com/article/2013/09/27/l-habit-ne-fait-pas-le-salafiste
```

- صحيفة الايكونوميست الإنجليزية تتحدث عن مسلسل دراجنوف للكاتب سراج هويدي

```
http://www.economist.com/news/middle-east-and-africa/21607896-while-militias-make-mayhem-series-television-causing-people-think-real
```